# Перилай (сын Икария)
Перилай (др.-греч. Περίλαος) — персонаж древнегреческой мифологии, брат Пенелопы.
Согласно «Мифологической библиотеке», был сыном Икария и наяды Перибеи, и имел братьев Фоанта, Имевсия, Алета и Дамасиппа. Схолиаст к «Одиссее» дает ему несколько иную генеалогию: мать — Астеродия, братья и сестры — Амасих, Фалерей, Фоон, Фереммелий, Лаодамия и Пенелопа. 
По словам Павсания, ссылающегося на знатоков пелопоннесских древностей, именно Перилай, а не Тиндарей, которого уже не было в живых, требовал у Эриний отмщения Оресту за кровь Клитемнестры, своей двоюродной сестры. Это представляется более логичным с точки зрения хронологии.